# Екоджі II
Екоджі II Бхонсле (1696–1737) — магараджа Тханджавура, син і спадкоємець магараджі Туккоджі.